# Serie A1 2018-2019 (hockey su pista)
La Serie A1 2018-2019 è stata la 96ª edizione (la 70ª a girone unico) del torneo di primo livello del campionato italiano di hockey su pista. La competizione ha avuto inizio il 6 ottobre 2018 e si è conclusa il 1º giugno 2019.
Lo scudetto è stato conquistato dal Forte dei Marmi per la quarta volta nella sua storia.

## Stagione

### Novità
La stagione 2018-2019 della serie A1 vede ai nastri di partenza quattordici club. Al torneo partecipano: Amatori Lodi, Breganze, CGC Viareggio, Follonica, Forte dei Marmi, HRC Monza, Roller Scandiano, Sarzana, Thiene, Trissino, Valdagno. Da segnalare che il Bassano si fonde con l'UVP Modena e si iscrive con la nuova denominazione UVP Bassano. Al posto delle retrocesse AFP Giovinazzo e Correggio partecipano le due neoprommosse Sandrigo e Amatori Vercelli.

### Formula
Come ormai consuetudine, la manifestazione è organizzata in due fasi. La prima fase vede la disputa di un girone all'italiana, con gare di andata e ritorno per un totale di 26 giornate: sono assegnati 3 punti per l'incontro vinto e un punto a testa per l'incontro pareggiato, mentre non ne è attribuito alcuno per la sconfitta. Al termine della prima fase le prime otto squadre classificate si qualificano per i play-off scudetto mentre le squadre classificate al 13º e al 14º posto sono retrocesse in Serie A2 nella stagione successiva.
Le formazioni classificate dal 1º all'8º posto al termine del girone di andata sono state ammesse alle Final Eight di Coppa Italia.

### Avvenimenti
La stagione regolare del torneo si è svolta dal 6 ottobre 2018 al 30 marzo 2019.

## Squadre partecipanti
| Club             | Stagione | Città                   | Impianto                       | Stagione precedente                                            |
| ---------------- | -------- | ----------------------- | ------------------------------ | -------------------------------------------------------------- |
| Amatori Lodi     | dettagli | Lodi                    | PalaCastellotti                | 1º in Serie A1, vincitore play-off scudetto, campione d'Italia |
| Amatori Vercelli | dettagli | Vercelli                | PalaPregnolato                 | 2º in Serie A2, vincitore play-off promozione, promosso        |
| Breganze         | dettagli | Breganze (VI)           | PalaFerrarin                   | 3º in Serie A1, semifinali play-off scudetto                   |
| CGC Viareggio    | dettagli | Viareggio (LU)          | PalaBarsacchi                  | 4º in Serie A1, semifinali play-off scudetto                   |
| Follonica        | dettagli | Follonica (GR)          | Pista Armeni                   | 6º in Serie A1, quarti di finale play-off scudetto             |
| Forte dei Marmi  | dettagli | Forte dei Marmi (LU)    | PalaForte                      | 2º in Serie A1, finale play-off scudetto                       |
| HRC Monza        | dettagli | Monza                   | PalaRovagnati di Biassono (MB) | 8º in Serie A1, quarti di finale play-off scudetto             |
| Roller Scandiano | dettagli | Scandiano (RE)          | PalaRegnani                    | 12º in Serie A1                                                |
| Sandrigo         | dettagli | Sandrigo (VI)           | Palasport di Sandrigo          | 1º in Serie A2, promosso                                       |
| Sarzana          | dettagli | Sarzana (SP)            | Pista Vecchio Mercato          | 9º in Serie A1                                                 |
| Thiene           | dettagli | Thiene (VI)             | PalaCeccato                    | 11º in Serie A1                                                |
| Trissino         | dettagli | Trissino (VI)           | PalaDante                      | 10º in Serie A1                                                |
| UVP Bassano      | dettagli | Bassano del Grappa (VI) | PalaSind                       | 5º in Serie A1, quarti di finale play-off scudetto             |
| Valdagno         | dettagli | Valdagno (VI)           | PalaLido                       | 7º in Serie A1, quarti di finale play-off scudetto             |

### Allenatori e primatisti
| Squadra          | Allenatore                                             | Cannoniere (Miglior marcatore nella stagione regolare) |
| ---------------- | ------------------------------------------------------ | ------------------------------------------------------ |
| Amatori Lodi     | Nuno Resende                                           | Andrea Malagoli (29 reti)                              |
| Amatori Vercelli | Sérgio Silva                                           | João Mendes (14 reti) Alex Raffaelli (14 reti)         |
| Breganze         | Diego Mir                                              | Lucas Martínez (32 reti)                               |
| CGC Viareggio    | Francesco Dolce                                        | Jepi Selva (35 reti)                                   |
| Follonica        | Enrico Mariotti                                        | Marco Pagnini (24 reti)                                |
| Forte dei Marmi  | Pierluigi Bresciani                                    | Federico Ambrosio (40 reti)                            |
| HRC Monza        | Tommaso Colamaria                                      | Matteo Zucchetti (21 reti)                             |
| Roller Scandiano | Roberto Crudeli                                        | Martín Montivero (29 reti)                             |
| Sandrigo         | Alberto Vidale (1ª-11ª) Francesco Marchesini (12ª-26ª) | Cacau (35 reti)                                        |
| Sarzana          | Alessandro Bertolucci                                  | Danilo Rampulla (34 reti)                              |
| Thiene           | Giorgio Casarotto (1ª-11ª) Gaetano Marozin (12ª-26ª)   | Andrea Brendolin (16 reti)                             |
| Trissino         | Manuel Barceló Pérez                                   | Xavi Rubio (28 reti)                                   |
| UVP Bassano      | Massimo Barbieri (1ª-14ª) Luís Nunes (15ª-26ª)         | Víctor Crespo Oliva (31 reti)                          |
| Valdagno         | Franco Vanzo                                           | Massimo Tataranni (34 reti)                            |

## Stagione regolare

### Risultati
| Andata (1ª) | Andata (1ª) | Prima giornata                 | Ritorno (14ª) | Ritorno (14ª) |
|             |             |                                |               |               |
| 6 ott.      | 3-3         | Amatori Vercelli-Breganze      | 2-6           | 5 gen.        |
| 6 ott.      | 1-3         | UVP Bassano-Trissino           | 0-6           | 5 gen.        |
| 6 ott.      | 5-3         | Sarzana-Forte dei Marmi        | 4-9           | 5 gen.        |
| 6 ott.      | 1-2         | CGC Viareggio-Roller Scandiano | 3-2           | 5 gen.        |
| 6 ott.      | 5-3         | Follonica-HRC Monza            | 2-4           | 5 gen.        |
| 6 ott.      | 9-3         | Valdagno 1938-Sandrigo         | 5-5           | 5 gen.        |
| 6 ott.      | 8-3         | Amatori Lodi-Thiene            | 6-2           | 5 gen.        |

| Andata (2ª) | Andata (2ª) | Seconda giornata                 | Ritorno (15ª) | Ritorno (15ª) |
|             |             |                                  |               |               |
| 13 ott.     | 4-4         | Breganze-Sarzana                 | 7-5           | 12 gen.       |
| 13 ott.     | 6-4         | Trissino-CGC Viareggio           | 0-3           | 12 gen.       |
| 13 ott.     | 9-3         | Forte dei Marmi-Amatori Vercelli | 7-2           | 12 gen.       |
| 13 ott.     | 5-2         | Roller Scandiano-UVP Bassano     | 4-4           | 12 gen.       |
| 13 ott.     | 2-3         | HRC Monza-Valdagno 1938          | 2-5           | 12 gen.       |
| 13 ott.     | 0-4         | Sandrigo-Amatori Lodi            | 3-9           | 12 gen.       |
| 13 ott.     | 1-4         | Thiene-Follonica                 | 1-9           | 12 gen.       |

| Andata (3ª) | Andata (3ª) | Terza giornata                | Ritorno (16ª) | Ritorno (16ª) |
|             |             |                               |               |               |
| 20 ott.     | 0-4         | Amatori Vercelli-Trissino     | 1-2           | 19 gen.       |
| 20 ott.     | 4-6         | UVP Bassano-Breganze          | 2-7           | 19 gen.       |
| 23 ott.     | 4-3         | Sarzana-Roller Scandiano      | 8-6           | 22 gen.       |
| 23 ott.     | 5-5         | Valdagno 1938-Amatori Lodi    | 1-3           | 22 gen.       |
| 23 ott.     | 4-2         | HRC Monza-Thiene              | 3-1           | 22 gen.       |
| 24 ott.     | 0-2         | CGC Viareggio-Forte dei Marmi | 2-2           | 22 gen.       |
| 24 ott.     | 8-5         | Follonica-Sandrigo            | 6-3           | 22 gen.       |

| Andata (4ª) | Andata (4ª) | Quarta giornata               | Ritorno (17ª) | Ritorno (17ª) |
|             |             |                               |               |               |
| 27 ott.     | 5-3         | Breganze-Valdagno 1938        | 2-5           | 29 gen.       |
| 27 ott.     | 3-5         | Trissino-Sarzana              | 6-4           | 29 gen.       |
| 27 ott.     | 7-2         | Forte dei Marmi-HRC Monza     | 5-3           | 29 gen.       |
| 27 ott.     | 3-3         | Roller Scandiano-Follonica    | 4-5           | 29 gen.       |
| 27 ott.     | 5-7         | Sandrigo-CGC Viareggio        | 2-7           | 29 gen.       |
| 27 ott.     | 5-2         | Amatori Lodi-Amatori Vercelli | 5-3           | 29 gen.       |
| 27 ott.     | 2-6         | Thiene-UVP Bassano            | 4-6           | 29 gen.       |

| Andata (5ª) | Andata (5ª) | Quinta giornata               | Ritorno (18ª) | Ritorno (18ª) |
|             |             |                               |               |               |
| 3 nov.      | 4-5         | Roller Scandiano-Breganze     | 2-5           | 2 feb.        |
| 3 nov.      | 7-3         | UVP Bassano-Sandrigo          | 4-5           | 2 feb.        |
| 3 nov.      | 3-5         | Sarzana-Amatori Lodi          | 3-5           | 2 feb.        |
| 3 nov.      | 7-2         | CGC Viareggio-Thiene          | 7-1           | 2 feb.        |
| 3 nov.      | 2-2         | Follonica-Trissino            | 3-3           | 2 feb.        |
| 3 nov.      | 5-2         | HRC Monza-Amatori Vercelli    | 1-1           | 2 feb.        |
| 3 nov.      | 2-2         | Valdagno 1938-Forte dei Marmi | 3-10          | 2 feb.        |

| Andata (6ª) | Andata (6ª) | Sesta giornata            | Ritorno (19ª) | Ritorno (19ª) |
|             |             |                           |               |               |
| 10 nov.     | 5-2         | Amatori Vercelli-Sarzana  | 3-8           | 9 feb.        |
| 10 nov.     | 1-5         | UVP Bassano-CGC Viareggio | 0-5           | 9 feb.        |
| 10 nov.     | 1-5         | Trissino-Roller Scandiano | 1-4           | 9 feb.        |
| 10 nov.     | 5-2         | Forte dei Marmi-Breganze  | 4-2           | 9 feb.        |
| 10 nov.     | 1-3         | Sandrigo-HRC Monza        | 2-6           | 9 feb.        |
| 10 nov.     | 3-3         | Amatori Lodi-Follonica    | 2-2           | 9 feb.        |
| 10 nov.     | 4-6         | Thiene-Valdagno 1938      | 1-6           | 9 feb.        |

| Andata (7ª) | Andata (7ª) | Settima giornata               | Ritorno (20ª) | Ritorno (20ª) |
|             |             |                                |               |               |
| 17 nov.     | 7-4         | Roller Scandiano-Thiene        | 4-3           | 16 feb.       |
| 17 nov.     | 4-2         | Amatori Vercelli-CGC Viareggio | 2-8           | 19 feb.       |
| 20 nov.     | 6-7         | Breganze-Follonica             | 3-2           | 19 feb.       |
| 20 nov.     | 13-7        | Sarzana-Sandrigo               | 3-1           | 19 feb.       |
| 20 nov.     | 2-2         | Forte dei Marmi-Amatori Lodi   | 2-2           | 19 feb.       |
| 20 nov.     | 6-2         | HRC Monza-UVP Bassano          | 7-7           | 19 feb.       |
| 21 nov.     | 4-3         | Valdagno 1938-Trissino         | 2-2           | 19 feb.       |

| Andata (8ª) | Andata (8ª) | Ottava giornata               | Ritorno (21ª) | Ritorno (21ª) |
|             |             |                               |               |               |
| 24 nov.     | 0-1         | Thiene-Sarzana                | 4-10          | 23 feb.       |
| 24 nov.     | 3-3         | Trissino-HRC Monza            | 9-7           | 23 feb.       |
| 24 nov.     | 7-2         | CGC Viareggio-Breganze        | 1-5           | 23 feb.       |
| 24 nov.     | 4-3         | Follonica-Amatori Vercelli    | 1-1           | 23 feb.       |
| 24 nov.     | 2-7         | Sandrigo-Forte dei Marmi      | 3-9           | 23 feb.       |
| 24 nov.     | 8-2         | Amatori Lodi-Roller Scandiano | 5-1           | 23 feb.       |
| 25 nov.     | 3-4         | UVP Bassano-Valdagno 1938     | 2-4           | 23 feb.       |

| Andata (9ª) | Andata (9ª) | Nona giornata               | Ritorno (22ª) | Ritorno (22ª) |
|             |             |                             |               |               |
| 1 dic.      | 3-3         | Amatori Vercelli-Sandrigo   | 0-3           | 2 mar.        |
| 1 dic.      | 6-2         | Breganze-Thiene             | 4-1           | 9 mar.        |
| 4 dic.      | 2-4         | Trissino-Amatori Lodi       | 1-4           | 19 mar.       |
| 4 dic.      | 7-2         | Sarzana-Follonica           | 2-5           | 19 mar.       |
| 4 dic.      | 2-1         | Forte dei Marmi-UVP Bassano | 3-4           | 19 mar.       |
| 4 dic.      | 4-5         | Roller Scandiano-HRC Monza  | 0-3           | 19 mar.       |
| 4 dic.      | 4-6         | CGC Viareggio-Valdagno 1938 | 4-1           | 19 mar.       |

| Andata (10ª) | Andata (10ª) | Decima giornata                | Ritorno (23ª) | Ritorno (23ª) |
|              |              |                                |               |               |
| 8 dic.       | 4-4          | UVP Bassano-Sarzana            | 3-6           | 12 mar.       |
| 8 dic.       | 6-2          | Forte dei Marmi-Follonica      | 2-1           | 12 mar.       |
| 8 dic.       | 2-3          | HRC Monza-CGC Viareggio        | 3-8           | 12 mar.       |
| 8 dic.       | 0-6          | Thiene-Trissino                | 3-5           | 12 mar.       |
| 8 dic.       | 3-3          | Sandrigo-Roller Scandiano      | 3-4           | 12 mar.       |
| 8 dic.       | 3-3          | Amatori Lodi-Breganze          | 4-3           | 12 mar.       |
| 12 dic.      | 4-2          | Valdagno 1938-Amatori Vercelli | 1-5           | 12 mar.       |

| Andata (11ª) | Andata (11ª) | Undicesima giornata              | Ritorno (24ª) | Ritorno (24ª) |
|              |              |                                  |               |               |
| 15 dic.      | 6-1          | Follonica-Valdagno 1938          | 6-4           | 26 mar.       |
| 15 dic.      | 6-1          | CGC Viareggio-Sarzana            | 3-4           | 26 mar.       |
| 15 dic.      | 2-6          | HRC Monza-Amatori Lodi           | 4-6           | 16 mar.       |
| 15 dic.      | 1-4          | Trissino-Breganze                | 2-4           | 16 mar.       |
| 15 dic.      | 5-2          | Roller Scandiano-Forte dei Marmi | 2-2           | 16 mar.       |
| 15 dic.      | 3-10         | Sandrigo-Thiene                  | 0-10          | 16 mar.       |
| 18 dic.      | 4-3          | Amatori Vercelli-UVP Bassano     | 4-4           | 16 mar.       |

| Andata (12ª) | Andata (12ª) | Dodicesima giornata            | Ritorno (25ª) | Ritorno (25ª) |
|              |              |                                |               |               |
| 22 dic.      | 3-5          | Trissino-Forte dei Marmi       | 5-9           | 26 mar.       |
| 22 dic.      | 4-2          | Amatori Lodi-UVP Bassano       | 2-2           | 26 mar.       |
| 22 dic.      | 10-2         | Breganze-Sandrigo              | 4-3           | 23 mar.       |
| 22 dic.      | 7-4          | Sarzana-HRC Monza              | 2-2           | 23 mar.       |
| 22 dic.      | 5-1          | CGC Viareggio-Follonica        | 3-4           | 23 mar.       |
| 22 dic.      | 4-5          | Roller Scandiano-Valdagno 1938 | 4-7           | 23 mar.       |
| 22 dic.      | 3-2          | Thiene-Amatori Vercelli        | 2-5           | 23 mar.       |

| \| Andata (13ª)[23] \| Andata (13ª)[23] \| Tredicesima giornata \| Ritorno (26ª) \| Ritorno (26ª) \| \| \| \| \| \| \| \| 29 dic. \| 3-2 \| Amatori Vercelli-Roller Scandiano \| 0-4 \| 30 mar. \| \| 29 dic. \| 12-2 \| Forte dei Marmi-Thiene \| 5-3 \| 30 mar. \| \| 29 dic. \| 5-5 \| UVP Bassano-Follonica \| 3-6 \| 30 mar. \| \| 29 dic. \| 4-4 \| HRC Monza-Breganze \| 7-5 \| 30 mar. \| \| 29 dic. \| 7-3 \| Valdagno 1938-Sarzana \| 5-4 \| 30 mar. \| \| 29 dic. \| 3-9 \| Sandrigo-Trissino \| 1-5 \| 30 mar. \| \| 29 dic. \| 3-1 \| Amatori Lodi-CGC Viareggio \| 5-3 \| 30 mar. \| |              |                                   |               |               |
| Andata (13ª) | Andata (13ª) | Tredicesima giornata              | Ritorno (26ª) | Ritorno (26ª) |
| |              |                                   |               |               |
| 29 dic. | 3-2          | Amatori Vercelli-Roller Scandiano | 0-4           | 30 mar.       |
| 29 dic. | 12-2         | Forte dei Marmi-Thiene            | 5-3           | 30 mar.       |
| 29 dic. | 5-5          | UVP Bassano-Follonica             | 3-6           | 30 mar.       |
| 29 dic. | 4-4          | HRC Monza-Breganze                | 7-5           | 30 mar.       |
| 29 dic. | 7-3          | Valdagno 1938-Sarzana             | 5-4           | 30 mar.       |
| 29 dic. | 3-9          | Sandrigo-Trissino                 | 1-5           | 30 mar.       |
| 29 dic. | 3-1          | Amatori Lodi-CGC Viareggio        | 5-3           | 30 mar.       |

### Classifica finale
|  | Pos. | Squadra          | Pt | G  | V  | N | P  | GF  | GS  | DR  |
|  | ---- | ---------------- | -- | -- | -- | - | -- | --- | --- | --- |
|  | 1.   | Amatori Lodi     | 64 | 26 | 19 | 7 | 0  | 117 | 60  | +57 |
|  | 2.   | Forte dei Marmi  | 59 | 26 | 18 | 5 | 3  | 133 | 67  | +66 |
|  | 3.   | Valdagno         | 49 | 26 | 15 | 4 | 7  | 108 | 96  | +12 |
|  | 4.   | Breganze         | 49 | 26 | 15 | 4 | 7  | 117 | 89  | +28 |
|  | 5.   | CGC Viareggio    | 46 | 26 | 15 | 1 | 10 | 109 | 68  | +41 |
|  | 6.   | Follonica        | 46 | 26 | 13 | 7 | 6  | 104 | 85  | +19 |
|  | 7.   | Sarzana          | 42 | 26 | 13 | 3 | 10 | 122 | 112 | +10 |
|  | 8.   | Trissino         | 37 | 26 | 11 | 4 | 11 | 93  | 85  | +8  |
|  | 9.   | HRC Monza        | 35 | 26 | 10 | 5 | 11 | 97  | 102 | -5  |
|  | 10.  | Roller Scandiano | 31 | 26 | 9  | 4 | 13 | 90  | 95  | -5  |
|  | 11.  | Amatori Vercelli | 23 | 26 | 6  | 5 | 15 | 65  | 100 | -35 |
|  | 12.  | UVP Bassano      | 18 | 26 | 4  | 6 | 16 | 82  | 116 | -34 |
|  | 13.  | Thiene           | 9  | 26 | 3  | 0 | 23 | 71  | 142 | -71 |
|  | 14.  | Sandrigo         | 9  | 26 | 2  | 3 | 21 | 74  | 165 | -91 |

Legenda:
  Partecipa ai play-off scudetto.
  Vincitore della Coppa Italia 2018-2019.
  Vincitore della Supercoppa italiana 2018.
      Campione d'Italia e ammessa all'Eurolega 2019-2020.
      Ammesse all'Eurolega 2019-2020.
      Ammesse alla Coppa WSE 2019-2020.
      Retrocesse in Serie A2 2019-2020.
Note:
Tre punti a vittoria, uno a pareggio, zero a sconfitta.
In caso di arrivo di due o più squadre a pari punti, la graduatoria finale è stilata secondo la classifica avulsa tra le squadre interessate che prevede, in ordine, i seguenti criteri:
- punti negli scontri diretti;
- differenza reti negli scontri diretti;
- differenza reti generale;
- reti realizzate in generale;
- sorteggio.

Il Valdagno 1938 prevale sul Breganze in virtù della differenza reti avulsa negli scontri diretti.
Il CGC Viareggio prevale sul Follonica in virtù della differenza reti avulsa negli scontri diretti.

## Play-off scudetto

### Tabellone
|  | Quarti di finale | Quarti di finale | Quarti di finale | Quarti di finale | Quarti di finale |      |              | Semifinali | Semifinali      | Semifinali | Semifinali | Semifinali | Semifinali | Semifinali |  |  | Finale | Finale        | Finale | Finale | Finale | Finale | Finale |
|  |                  |                  |                  |                  |                  |      |              |            |                 |            |            |            |            |            |  |  |        |               |        |        |        |        |        |
|  | 1                | Amatori Lodi     | 4                | 4                |                  |      |              |            |                 |            |            |            |            |            |  |  |        |               |        |        |        |        |        |
|  | 8                | Trissino         | 2                | 2                |                  |      |              |            |                 |            |            |            |            |            |  |  |        |               |        |        |        |        |        |
|  | 8                | Trissino         | 2                | 2                |                  | 1    | Amatori Lodi | 2(3)       | 6               | 4(4)       | 1          |            |            |            |  |  |        |               |        |        |        |        |        |
|  |                  |                  |                  |                  |                  | 1    | Amatori Lodi | 2(3)       | 6               | 4(4)       | 1          |            |            |            |  |  |        |               |        |        |        |        |        |
|  |                  | 5                | CGC Viareggio    | 2(4)             | 4                | 4(5) | 2            |            |                 |            |            |            |            |            |  |  |        |               |        |        |        |        |        |
|  | 4                | 5                | CGC Viareggio    | 2(4)             | 4                | 4(5) | 2            | Breganze   | 4               | 1          | 2          |            |            |            |  |  |        |               |        |        |        |        |        |
|  | 4                |                  |                  |                  |                  |      |              | Breganze   | 4               | 1          | 2          |            |            |            |  |  |        |               |        |        |        |        |        |
|  | 5                | CGC Viareggio    | 8                | 0                | 4                |      |              |            |                 |            |            |            |            |            |  |  |        |               |        |        |        |        |        |
|  |                  |                  |                  |                  |                  |      |              |            |                 |            |            |            |            |            |  |  | 5      | CGC Viareggio | 3(2)   | 3      | 6      | 2      | 1      |
|  |                  |                  | 2                | Forte dei Marmi  | 3(3)             | 8    | 4            | 1          | 2               |            |            |            |            |            |  |  |        |               |        |        |        |        |        |
|  | 3                | Valdagno         | 2                | 4                |                  |      |              |            |                 |            |            |            |            |            |  |  |        |               |        |        |        |        |        |
|  | 6                | Follonica        | 0                | 1                |                  |      |              |            |                 |            |            |            |            |            |  |  |        |               |        |        |        |        |        |
|  | 6                | Follonica        | 0                | 1                |                  | 3    | Valdagno     | 3          | 4               | 2          | 2          | 6          |            |            |  |  |        |               |        |        |        |        |        |
|  |                  |                  |                  |                  |                  | 3    | Valdagno     | 3          | 4               | 2          | 2          | 6          |            |            |  |  |        |               |        |        |        |        |        |
|  |                  | 2                | Forte dei Marmi  | 4                | 2                | 6    | 1            | 7          |                 |            |            |            |            |            |  |  |        |               |        |        |        |        |        |
|  | 2                | 2                | Forte dei Marmi  | 4                | 2                | 6    | 1            | 7          | Forte dei Marmi | 5          | 1          |            |            |            |  |  |        |               |        |        |        |        |        |
|  | 2                |                  |                  |                  |                  |      |              |            | Forte dei Marmi | 5          | 1          |            |            |            |  |  |        |               |        |        |        |        |        |
|  | 7                | Sarzana          | 2                | 0                |                  |      |              |            |                 |            |            |            |            |            |  |  |        |               |        |        |        |        |        |

### Quarti di finale
(1) Amatori Lodi vs. (8) Trissino
| Arbitri: | Ferrari (Viareggio) Hyde (Breganze) |

|                                   |           |                                                              |
| Faccin 28'13" D. Nicoletti 49'46" | Marcatori | 2'32" Illuzzi 5'45" Querido 54'22" Malagoli 56'49" A. Verona |

| Arbitri: | Andrisani (Matera) Davoli (Modena) |

|                                                                   |           |                               |
| Fra. Compagno 26'26" Illuzzi 33'34" Fariza 42'05" Malagoli 44'29" | Marcatori | 4'40" Greco 48'59" Xavi Rubio |

(4) Breganze vs. (5) CGC Viareggio
| Arbitri: | Barbarisi (Salerno) Iuorio (Salerno) |

|                                                                                                |           |                                                        |
| R. Ventura 11'46" 37'24" Jepi Selva 21'28" 40'53" Gavioli 51'18" 55'37" Montigel 56'58" 59'44" | Marcatori | 14'27" 39'03" Dal Santo 35'26" M. Cocco 45'55" Mitjans |

| Arbitri: | Ferraro (Bassano del Grappa) Brambilla (Agrate Brianza) |

|                |           |  |
| Teixidó 49'32" | Marcatori |  |

| Arbitri: | Eccelsi (Novara) Silecchia (Giovinazzo) |

|                                   |           |                                                            |
| L. Martínez 12'54" Teixidó 37'43" | Marcatori | 20'46" 48'13" Jepi Selva 27'59" Montigel 31'00" R. Ventura |

(3) Valdagno 1938 vs. (6) Follonica
| Arbitri: | Silecchia (Giovinazzo) Stallone (Giovinazzo) |

|  |           |                              |
|  | Marcatori | 24'43" De Oro 42'26" Centeno |

| Arbitri: | Carmazzi (Viareggio) Giovine (Eboli) |

|                                                  |           |                   |
| Tataranni 12'34" 18'02" D. Giménez 43'45" 48'13" | Marcatori | 40'51" M. Pagnini |

(2) Forte dei Marmi vs. (7) Sarzana
| Arbitri: | Fronte (Novara) Giangregorio (Giovinazzo) |

|                                 |           |                                                          |
| F. Rossi 35'45" Ipiñazar 46'15" | Marcatori | Ambrosio 6'08" Burgaya 28'34" Casas 34'08" 44'46" 45'06" |

| Arbitri: | Galoppi (Follonica) Di Domenico (Correggio) |

|              |           |  |
| Casas 44'15" | Marcatori |  |

### Semifinali
(1) Amatori Lodi vs. (5) CGC Viareggio
| Arbitri: | Fronte (Novara) Brambilla (Agrate Brianza) |

|                                                        |                      |                                                       |
| Festa 45'24" R. Ventura 45'55"                         | Marcatori            | 1'53" Querido 32'44" F. De Rinaldis                   |
| R. Ventura Jepi Selva Festa Palagi Montigel R. Ventura | Tiri di rigore 4 – 3 | Malagoli Fra. Compagno Illuzzi Querido Fariza Querido |

| Arbitri: | Eccelsi (Novara) Stallone (Giovinazzo) |

|                                                                      |           |                                                         |
| Querido 10'06" Malagoli 13'21" 43'42" 49'58" A. Verona 21'33" 35'33" | Marcatori | 17'14" 36'16" Gavioli 34'40" R. Ventura 38'24" Montigel |

| Arbitri: | Barbarisi (Salerno) Silecchia (Giovinazzo) |

|                                                                                       |                      |                                                                              |
| Fariza 10'13" 33'46" Illuzzi 44'39" Malagoli 52'13"                                   | Marcatori            | 18'16" 43'09" Gavioli 22'18" 53'41" R. Ventura                               |
| Illuzzi F. De Rinaldis Querido Malagoli Fariza Querido Illuzzi Fariza Illuzzi Querido | Tiri di rigore 4 – 5 | R. Ventura Gavioli Jepi Selva Palagi Montigel R. Ventura Montigel Jepi Selva |

| Arbitri: | Fronte (Novara) Andrisani (Matera) |

|                               |           |                     |
| Montigel 5'06" Gavioli 48'15" | Marcatori | 5'45" Fra. Compagno |

(2) Forte dei Marmi vs. (3) Valdagno 1938
| Arbitri: | Molli (Viareggio) Ferraro (Bassano del Grappa) |

|                                       |           |                                                      |
| D. Giménez 9'41" De Oro 15'52" 19'04" | Marcatori | 26'28" 42'02" Casas 39'11" Burgaya 48'25" D. Motaran |

| Arbitri: | Carmazzi (Viareggio) Andrisani (Matera) |

|                              |           |                                                           |
| Ambrosio 13'35" Casas 32'23" | Marcatori | 15'14" 59'58" S. Amato 24'34" Tataranni 53'24" D. Giménez |

| Arbitri: | Ferrari (Viareggio) Iuorio (Eboli) |

|                                                                                        |           |                                    |
| Casas 5'16" Burgaya 10'38" 14'17" Ambrosio 22'44" D. Motaran 31'28" E. Cinquini 45'12" | Marcatori | 38'17" D. Giménez 45'41" Tataranni |

| Arbitri: | Galoppi (Follonica) Molli (Viareggio) |

|                              |           |                 |
| Centeno 50'31" De Oro 51'00" | Marcatori | 55'49" Ambrosio |

| Arbitri: | Carmazzi (Viareggio) Galoppi (Follonica) |

|                                                                                  |           |                                                                                          |
| Casas 2'23" 59'13" 59'57" Burgaya 6'55" Ambrosio 13'18" 58'19" D. Motaran 43'26" | Marcatori | 26'56" 27'36" D. Giménez 38'29" Centeno 47'59" S. Amato 53'57" Pallares 56'40" Tataranni |

### Finale
(2) Forte dei Marmi vs. (5) CGC Viareggio
| Arbitri: | Fronte (Novara) Andrisani (Matera) |

|                                               |                      |                                                 |
| Jepi Selva 22'03" 40'38" R. Ventura 55'53"    | Marcatori            | 43'36" Casas 46'13" Ambrosio 54'52" Burgaya     |
| R. Ventura Gavioli Jepi Selva Palagi Montigel | Tiri di rigore 2 – 3 | E. Cinquini Ambrosio Maremmani Casas D. Motaran |

| Arbitri: | Galoppi (Follonica) Barbarisi (Salerno) |

|                                                                                             |           |                                             |
| Ambrosio 23'30" 24'56" 28'18" F. Platero 32'13" Casas 43'30" 44'45" 45'14" Maremmani 49'17" | Marcatori | 1'13" Palagi 30'51" Gavioli 37'58" Montigel |

| Arbitri: | Eccelsi (Novara) Ferraro (Bassano del Grappa) |

|                                                      |           |                                                                            |
| D. Motaran 6'42" Casas 39'14" 44'32" Ambrosio 47'41" | Marcatori | 8'38" 47'32" Montigel 16'11" Gavioli 33'18" Festa 40'10" 55'29" Jepi Selva |

| Arbitri: | Fronte (Novara) Galoppi (Follonica) |

|                                |           |                 |
| R. Ventura 24'59" Festa 37'17" | Marcatori | 21'21" Ambrosio |

| Arbitri: | Eccelsi (Novara) Ferraro (Bassano del Grappa) |

|                             |           |              |
| Ambrosio 6'42" Casas 46'39" | Marcatori | 12'50" Festa |

## Verdetti
| Verdetto                    | Club                                           |
| --------------------------- | ---------------------------------------------- |
| Campione d'Italia 2018-2019 | Forte dei Marmi                                |
| Eurolega 2019-2020          | Forte dei Marmi Amatori Lodi Sarzana HRC Monza |
| Coppa WSE 2019-2020         | Valdagno Follonica Trissino Roller Scandiano   |
| Retrocesse in Serie A2      | Thiene Sandrigo                                |

## Statistiche del torneo

### Capoliste solitarie
|    | —— | —— | —— | ——       | ——       | —— | —— | ——   | ——  | ——           | ——           | ——           | ——           | ——           | ——           | ——           | ——           | ——           | ——           | ——           | ——           | ——           | ——           | ——           | ——           | —— |  |
|    |    |    |    | Am. Lodi | Am. Lodi |    |    | A.L. |     | Amatori Lodi | Amatori Lodi | Amatori Lodi | Amatori Lodi | Amatori Lodi | Amatori Lodi | Amatori Lodi | Amatori Lodi | Amatori Lodi | Amatori Lodi | Amatori Lodi | Amatori Lodi | Amatori Lodi | Amatori Lodi | Amatori Lodi | Amatori Lodi |    |  |
|    |    |    |    |          |          |    |    |      |     |              |              |              |              |              |              |              |              |              |              |              |              |              |              |              |              |    |  |
|    |    |    |    |          |          |    |    |      |     |              |              |              |              |              |              |              |              |              |              |              |              |              |              |              |              |    |  |
| 1ª | 2ª | 3ª | 4ª | 5ª       | 6ª       | 7ª | 8ª | 9ª   | 10ª | 11ª          | 12ª          | 13ª          | 14ª          | 15ª          | 16ª          | 17ª          | 18ª          | 19ª          | 20ª          | 21ª          | 22ª          | 23ª          | 24ª          | 25ª          | 26ª          |    |  |

### Classifica in divenire
|                  | 1ª | 2ª | 3ª | 4ª | 5ª | 6ª | 7ª | 8ª | 9ª | 10ª | 11ª | 12ª | 13ª | 14ª | 15ª | 16ª | 17ª | 18ª | 19ª | 20ª | 21ª | 22ª | 23ª | 24ª | 25ª | 26ª |
| ---------------- | -- | -- | -- | -- | -- | -- | -- | -- | -- | --- | --- | --- | --- | --- | --- | --- | --- | --- | --- | --- | --- | --- | --- | --- | --- | --- |
| Amatori Lodi     | 3  | 6  | 7  | 10 | 13 | 14 | 15 | 18 | 21 | 22  | 25  | 28  | 31  | 34  | 37  | 40  | 43  | 46  | 47  | 48  | 51  | 54  | 57  | 60  | 61  | 64  |
| Amatori Vercelli | 1  | 1  | 1  | 1  | 1  | 4  | 7  | 7  | 8  | 8   | 11  | 11  | 14  | 14  | 14  | 14  | 14  | 15  | 15  | 15  | 16  | 16  | 19  | 20  | 23  | 23  |
| Breganze         | 1  | 2  | 5  | 8  | 11 | 11 | 11 | 11 | 14 | 15  | 18  | 21  | 22  | 25  | 28  | 31  | 31  | 34  | 34  | 37  | 40  | 43  | 43  | 46  | 49  | 49  |
| CGC Viareggio    | 0  | 0  | 0  | 3  | 6  | 9  | 9  | 12 | 12 | 15  | 18  | 21  | 21  | 24  | 27  | 28  | 31  | 34  | 37  | 40  | 40  | 43  | 46  | 46  | 46  | 46  |
| Follonica        | 3  | 6  | 9  | 10 | 11 | 12 | 15 | 18 | 18 | 18  | 21  | 21  | 22  | 22  | 25  | 28  | 31  | 32  | 33  | 33  | 34  | 37  | 37  | 40  | 43  | 46  |
| Forte dei Marmi  | 0  | 3  | 6  | 9  | 10 | 13 | 14 | 17 | 20 | 23  | 23  | 26  | 29  | 32  | 35  | 36  | 39  | 42  | 45  | 46  | 49  | 49  | 52  | 53  | 56  | 59  |
| HRC Monza        | 0  | 0  | 3  | 3  | 6  | 9  | 12 | 13 | 16 | 16  | 16  | 16  | 17  | 20  | 20  | 23  | 23  | 24  | 27  | 28  | 28  | 31  | 31  | 31  | 32  | 35  |
| Roller Scandiano | 3  | 6  | 6  | 7  | 7  | 10 | 13 | 13 | 13 | 14  | 17  | 17  | 17  | 17  | 18  | 18  | 18  | 18  | 21  | 24  | 24  | 24  | 27  | 28  | 28  | 31  |
| Sandrigo         | 0  | 0  | 0  | 0  | 0  | 0  | 0  | 0  | 1  | 2   | 2   | 2   | 2   | 3   | 3   | 3   | 3   | 6   | 6   | 6   | 6   | 9   | 9   | 9   | 9   | 9   |
| Sarzana          | 3  | 4  | 7  | 10 | 10 | 10 | 13 | 16 | 19 | 20  | 20  | 23  | 23  | 23  | 23  | 26  | 26  | 26  | 29  | 32  | 35  | 35  | 38  | 41  | 42  | 42  |
| Thiene           | 0  | 0  | 0  | 0  | 0  | 0  | 0  | 0  | 0  | 0   | 3   | 6   | 6   | 6   | 6   | 6   | 6   | 6   | 6   | 6   | 6   | 6   | 6   | 9   | 9   | 9   |
| Trissino         | 3  | 6  | 9  | 9  | 10 | 10 | 10 | 11 | 11 | 14  | 14  | 14  | 17  | 20  | 20  | 23  | 26  | 27  | 27  | 28  | 31  | 31  | 34  | 34  | 34  | 37  |
| UVP Bassano      | 0  | 0  | 0  | 3  | 6  | 6  | 6  | 6  | 6  | 7   | 7   | 7   | 8   | 8   | 9   | 9   | 12  | 12  | 12  | 13  | 13  | 16  | 16  | 17  | 18  | 18  |
| Valdagno         | 3  | 6  | 7  | 7  | 8  | 11 | 14 | 17 | 20 | 23  | 23  | 26  | 29  | 30  | 33  | 33  | 36  | 36  | 39  | 40  | 43  | 43  | 43  | 43  | 46  | 49  |

### Record squadre
- Maggior numero di vittorie: Amatori Lodi (19)
- Minor numero di vittorie: Sandrigo (2)
- Maggior numero di pareggi: Amatori Lodi e Follonica (7)
- Minor numero di pareggi: Thiene (0)
- Maggior numero di sconfitte: Thiene (23)
- Minor numero di sconfitte: Amatori Lodi (0)
- Miglior attacco: Forte dei Marmi (133 reti realizzate)
- Peggior attacco: Amatori Vercelli (65 reti realizzate)
- Miglior difesa: Amatori Lodi (60 reti subite)
- Peggior difesa: Sandrigo (165 reti subite)
- Miglior differenza reti: Forte dei Marmi (+66)
- Peggior differenza reti: Sandrigo (-91)

### Classifica marcatori
| Gol |  |  | Giocatore           | Squadra         |
| --- |  |  | ------------------- | --------------- |
| 40  |  |  | Federico Ambrosio   | Forte dei Marmi |
| 36  |  |  | Martí Casas         | Forte dei Marmi |
| 35  |  |  | Jepi Selva          | CGC Viareggio   |
| 35  |  |  | Cacau               | Sandrigo        |
| 34  |  |  | Danilo Rampulla     | Sarzana         |
| 34  |  |  | Massimo Tataranni   | Valdagno        |
| 32  |  |  | Lucas Martínez      | Breganze        |
| 31  |  |  | Víctor Crespo Oliva | UVP Bassano     |
| 30  |  |  | Francesco Rossi     | Sarzana         |
| 30  |  |  | Eloi Mitjans        | Breganze        |